# 富嶽轟炸機
富嶽（日語：ふがく，代號：G10N）是第二次世界大戰由大日本帝國中島飛機所設計的戰略轟炸機，由中島飛機創辦人中島知久平親自設計，別名為富士山（即富嶽）。富嶽直到戰爭結束前都還在計畫階段，未曾製造出一架原型機，若完成的話會是比美國B-29大上許多的轟炸機。

## 對美國本土的戰略轟炸

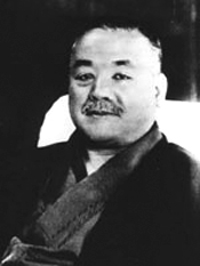
主導「富嶽」計畫的中島知久平

1942年，中島飛機的創始人中島知久平因為對美國逐漸動員戰爭工業與深知日美兩國國力差距感到擔憂，也知道美方B-29超級堡壘轟炸機正研製中，中島便與麾下研究人員組織「必勝防空會」，想開發重型轟炸機，先發制人轟炸美國本土，盡可能削弱其工業能力和摧毀空軍基地。然而軍方卻不採納其意見，但中島仍持續研製其計畫。Z項目中的轟炸機在1943年1月底訂下了其基本性能要求：航程不得小於16000公里、載彈量為炸彈20噸以上，且要能在10000公尺高空飛行的能力，還要有厚實的裝甲。1943年4月，中島與技師長小山悌、太田稔、技師主任内藤子生和中川良一一起於群馬縣太田市的中島飛機公司的「中島俱樂部」會面，並要其人員於該處住下，日以繼夜的討論與設計其重型轟炸機。其後計算出了達到要求的機體，全長45公尺，翼展65公尺，主翼面積350平方公尺，最高速度可達680公里，全備重量160噸，載彈20噸下航程也有16000公里，轟炸路線為德國佔領區的法國西岸到美國東部轟炸工廠後再返回歐洲補彈，或從千島群島起飛轟炸美國西岸。
在設計的同時，中島知久平以他政界人脈四處遊說轟炸美國本土的必要性，陸軍省軍務局長佐藤賢了少將被說服，並在1943年4月15日對軍方報告其必要性的言論。為了說服更多人，中島寫了一篇論文，名叫《必勝戰策》，必勝戰策中提到的不僅是將來富嶽轟炸機的原型，還包括巨型運輸機和巨型攻擊機共5種，統稱「Z項目」，並推廣給江田島海軍兵學校校長井上成美，還印製50餘份給裕仁天皇之弟高松宮宣仁親王、前任近衛文麿和現任內閣總理大臣東條英機等太平洋戰爭相關重要人物。

## 研製與設計
雖然中島已使陸海軍重要人物對此計畫稍提起了一些興趣，但雙方的設計思路卻不合；在1943年9月陸海軍技術運用委員會的會議中，陸軍提出該轟炸機為飛行高度10,000公尺，附有重武裝；而海軍則是飛行高度15,000公尺的輕武裝型。在經過一番爭論後，以中島原案為基礎，設定為最高飛行高度15,000公尺，搭載5噸炸彈和續航力10,000公里的輕武裝型。1944年1月，該轟炸機正式定名為富嶽（Fugaku,意為富士山），海軍開發代號為G10N1，由設計過連山、深山的中島太田工廠研發。1944年4月為了富嶽的研製，中島成立了特別委員會，結合中島、三菱重工業和住友金屬工業技術人員，但在參與人員過多，場面混亂而研發過程不順利的同時，軍需省擅自向川西飛機為陸軍研製不同於Z計畫的TB轟炸機（為對抗海軍主導設計的富嶽案），使得富嶽計畫進展更為緩慢。
富嶽的引擎是中島為其設計最困難之處，主要由田中清史所負責。中島技術人員想將當時日本功率最高的Ha-44發動機複列18汽缸發動機（2,500馬力）串聯，製成四排36汽缸（5,000馬力）的Ha54發動機。然而接著就出現冷卻的問題，這個問題困擾富嶽設計團隊許久，有人提議前兩排用空冷，後兩排用液冷的方式，但日本當時尚未掌握液冷引擎技術，所以作罷改用Ha-44發動機應急設計，然而經過測試發現比僅為預想效率的一半，最後找上了三菱設計的22汽缸星型複列空冷式Ha50發動機（3,000馬力）。引擎的問題暫時解決後，設計團隊開始對機體細部研製。為了要支撐富嶽極重機體所需的起落架，富嶽的單個輪胎重達一噸，為了避免輪胎的重量影響航程距離，中島公司將2個主輪設計成可拋棄式，富嶽起飛後可掉棄減重。（由於技術有限，連一個大型輪胎到最後仍沒能造出）還有可使引擎在高空排出廢氣的渦輪增壓器、氣密隔艙、減輕機體重量的輕量化構造，三鹰研究所也開始增建了為富嶽生產的工廠。

## 計畫的流產
然而，在馬里亞納海戰、塞班島戰役相繼失敗，導致軍部最大支持者東條下台後，富嶽的計畫也跟著胎死腹中。此時美軍自太平洋另一端反攻，逐步逼近日本本土，軍方視本土決戰無可避免，加速生產和研製攔截轟炸機的戰鬥機計畫，富嶽計畫也只得終止，研究會也在同年8月進行了解散儀式。

## 遺留的物件

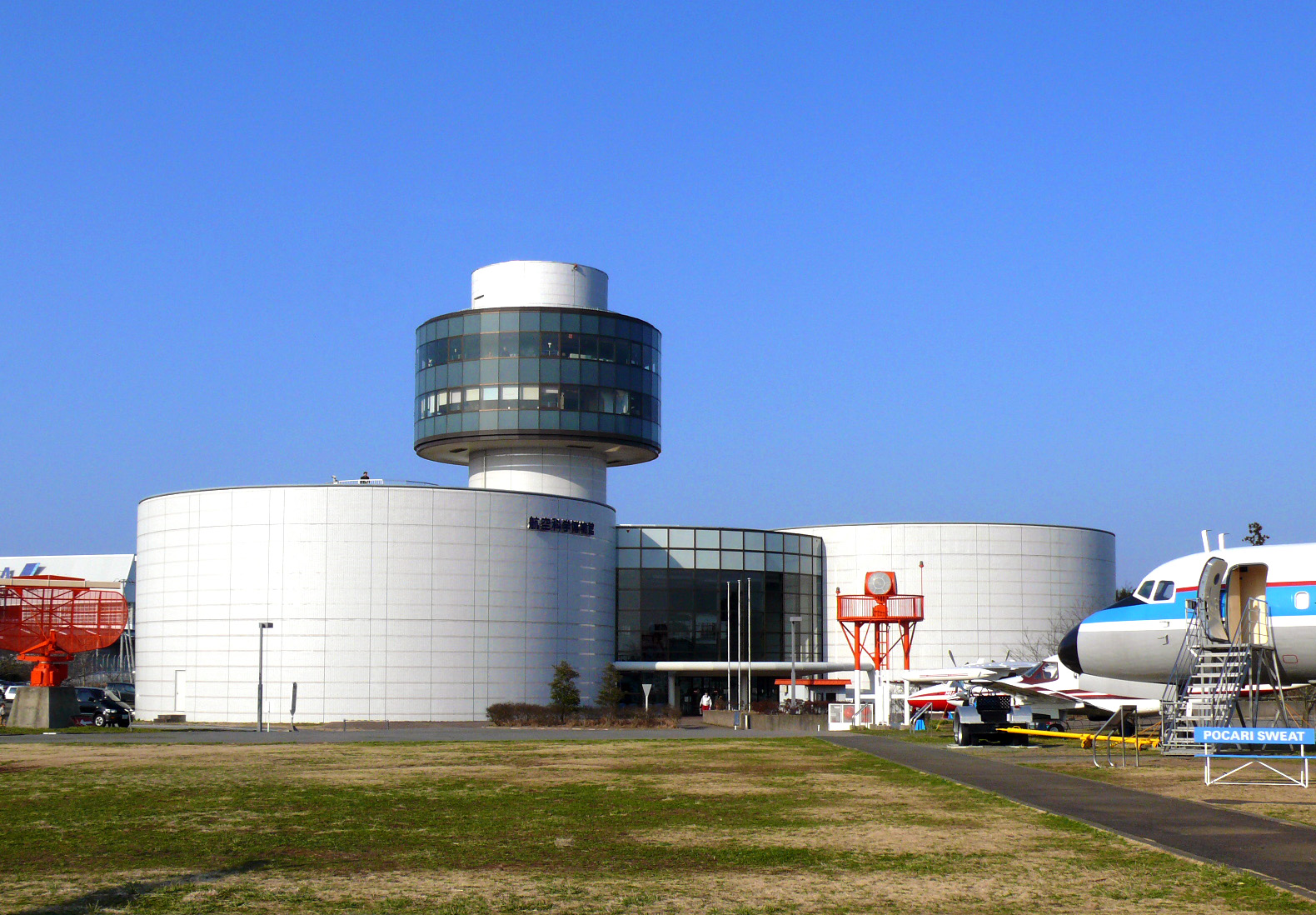
成田航空科學博物館

由於富嶽的研製時間短，且大多數資料皆已被銷毀，現有的研究資料和機件很少。目前僅有保留原要裝設在富嶽上的一具引擎，該引擎是在1984年10月27日於羽田機場的擴建工事中挖掘出來的，現存於成田国际机场附近的千葉縣芝山町成田航空科學博物館一樓；還有保留在太田市中島紀念圖書館，當年的《必勝戰策》和幾張富嶽的三面圖。

## 類似的計畫

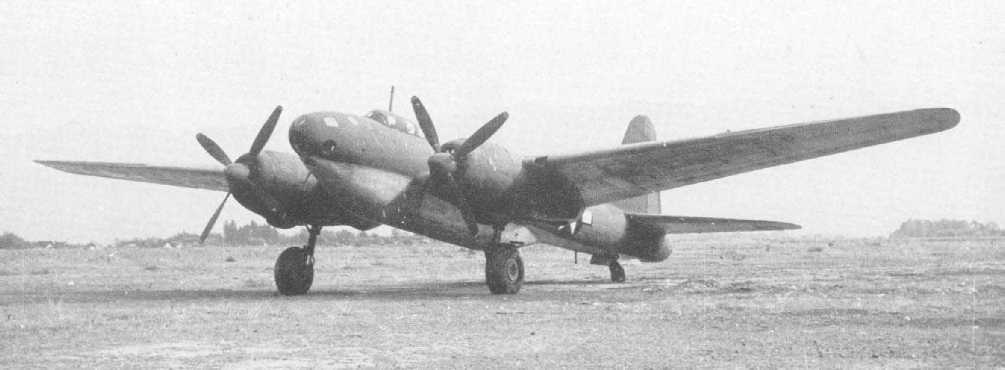
身負長程偵查與轟炸任務的Ki-74

Z系列中的轟炸機整合了陸軍與海軍不同的需求，才有了富嶽的誕生。陸軍除了另外有TB轟炸機計畫外，還有研製長程轟炸機立川飛機公司的Ki-74、川崎飛機的Ki-91，但Ki-91的開發工作突然中止，Ki-74則相繼生產了16架，就在測試階段中迎接了終戰。軍方也有打算採用運輸機或客機改裝成轟炸機，客機的體型比轟炸機小了一圈，全長約33.5公尺、全寬50公尺、乘員4座位25列，共100人；而運輸機型的全寬被擴增到72公尺。另外，美軍開發了與富嶽外型與尺寸頗為相近的B-36和平締造者轟炸機，同樣擁有6個活塞引擎（但它另有4個噴射引擎），並在1946年首次試飛。

## 大眾文化
- 在動畫绀碧舰队中，「富嶽」一名被用於日本艦隊的旗艦。富嶽並與另一款歷史中同樣在測試階段的戰鬥機震電皆為架空戰記作品的2大常出現武器。
- 小說則有檜山良昭寫的《大逆転!幻の超重爆撃機「富岳」》以富嶽為主角機。
- CAPCOM的射擊遊戲1943中，亦有以富嶽作為原型的「亞也虎」超巨型戰鬥機，以敵方使用機種登場。
- 彩京Strikers 1945 II射擊遊戲中選用四式戰鬥機當主角機時大絕招可以呼叫富嶽出現支援射擊全場。[10]
- Hobby Japan公司於1984年發售的模擬遊戲「太平洋艦隊」中有登場。
- System Soft Alpha公司於2007年12月21日發售的「萌え萌え2次大戦(略)」中亦有登場（後者以擬人化型態出現）。
- 在動畫荒野的壽飛行隊第十話中出現

## 性能諸元
以下為計畫中富嶽的性能、機體數據與B-29和B-36的比較：
|              | 富嶽（原計畫）                                                      | B-29                                             | B-29                                             | B-36                                                                   | B-36                                                                   | B-36                                                                   |
| ------------ | ------------------------------------------------------------------- | ------------------------------------------------ | ------------------------------------------------ | ---------------------------------------------------------------------- | ---------------------------------------------------------------------- | ---------------------------------------------------------------------- |
| 全長         | 45.0～46.0公尺                                                      | 30.2公尺                                         | 30.2公尺                                         | 49.4公尺                                                               | 49.4公尺                                                               | 49.4公尺                                                               |
| 全寬         | 63.0～65.0公尺                                                      | 43.1公尺                                         | 43.1公尺                                         | 70.1公尺                                                               | 70.1公尺                                                               | 70.1公尺                                                               |
| 全高         | 12.0公尺                                                            | 8.5公尺                                          | 8.5公尺                                          | 14.25公尺                                                              | 14.25公尺                                                              | 14.25公尺                                                              |
| 主翼面積     | 350.0 公尺²                                                         | 161.3 公尺²                                      | 161.3 公尺²                                      | 443.3 公尺²                                                            | 443.3 公尺²                                                            | 443.3 公尺²                                                            |
| 自重         | 42.0噸                                                              | 33.8噸                                           | 33.8噸                                           | 77.6噸                                                                 | 77.6噸                                                                 | 77.6噸                                                                 |
| 武裝         | 10門20毫米機砲                                                      | 12門12.7毫米白朗寧M2重機槍 1門20毫米口徑M2機炮   | 12門12.7毫米白朗寧M2重機槍 1門20毫米口徑M2機炮   | 2門20毫米M24A1機砲                                                     | 2門20毫米M24A1機砲                                                     | 2門20毫米M24A1機砲                                                     |
| 載彈量       | 20000公斤                                                           | 9072公斤                                         | 9072公斤                                         | 39000公斤                                                              | 39000公斤                                                              | 39000公斤                                                              |
| 全備重量     | 122～160噸                                                          | 54噸                                             | 54噸                                             | 120.7噸                                                                | 120.7噸                                                                | 120.7噸                                                                |
| 最大航程     | 19,400公里（載彈5噸） 18,000公里（載彈10噸） 16,000公里（載彈15噸） | 10000公里                                        | 10000公里                                        | 16000公里                                                              | 16000公里                                                              | 16000公里                                                              |
| 最高速度     | 預估780公里／小時（飛行高度10000公尺時）                            | 574公里／小時                                    | 574公里／小時                                    | 685公里／小時                                                          | 685公里／小時                                                          | 685公里／小時                                                          |
| 最大飛行高度 | 15000公尺以上（常用高度）                                           | 10200公尺                                        | 10200公尺                                        | 13300公尺                                                              | 13300公尺                                                              | 13300公尺                                                              |
| 引擎         | 中島ハ-54空冷式4列星型36汽缸活塞引擎×6 （6000馬力）                 | 萊特R-3350-23超級增壓星形活塞引擎×4 （6000馬力） | 萊特R-3350-23超級增壓星形活塞引擎×4 （6000馬力） | 普惠R-4360-53活塞引擎×6（3800馬力） 通用电气J47噴射引擎×4（23000馬力） | 普惠R-4360-53活塞引擎×6（3800馬力） 通用电气J47噴射引擎×4（23000馬力） | 普惠R-4360-53活塞引擎×6（3800馬力） 通用电气J47噴射引擎×4（23000馬力） |

## 二戰期間研製的其他各國戰略轟炸機
美國
- B-29超級堡壘轟炸機
- B-36和平締造者轟炸機

納粹德國
- He 177
- 福克-沃爾夫 Fw 238
- 亨克爾 He 277
- Ta 400

英國
- 蘭開斯特轟炸機

蘇聯
- 圖-4

## 資料來源
1. ↑  「史料公開ニュース」図書館史 （页面存档备份，存于） ，第87回
2. 1 2 3 4 5 6 7 8 9 10  .   [2010-03-03]. （原始内容存档于2010-04-15）.
3. ↑  以東鄉平八郎的「Z旗號」命名。
4. ↑  取自於渡洋爆撃（とようばくげき）的日語略稱 （页面存档备份，存于）。
5. 1 2 3 4 5  .   [2010-03-03]. （原始内容存档于2015-07-28）.
6. 1 2 3 4 5 6 7 8 9  .   [2010-03-03]. （原始内容存档于2010-05-05）.
7. ↑  .   [2010-03-03]. （原始内容存档于2019-03-30）.
8. ↑  .   [2010-03-03]. （原始内容存档于2017-02-15）.
9. ↑  上毛新聞2008年6月16日，社會版
10. ↑  .   [2013-03-09]. （原始内容存档于2019-05-28）.